# Ľubomír Meszároš
Ľubomír Meszároš (Bratislava, 23 marzo 1979) è un ex calciatore slovacco, di ruolo attaccante.

## Carriera

### Nazionale
Il 16 agosto 2000 esordisce contro la Croazia (1-1).

## Palmarès

### Club

#### Competizioni nazionali
- Campionato slovacco: 2

Slovan Bratislava: 1998-1999, 2008-2009
- Coppa di Slovacchia: 1

Slovan Bratislava: 1998-1999